# Selenio

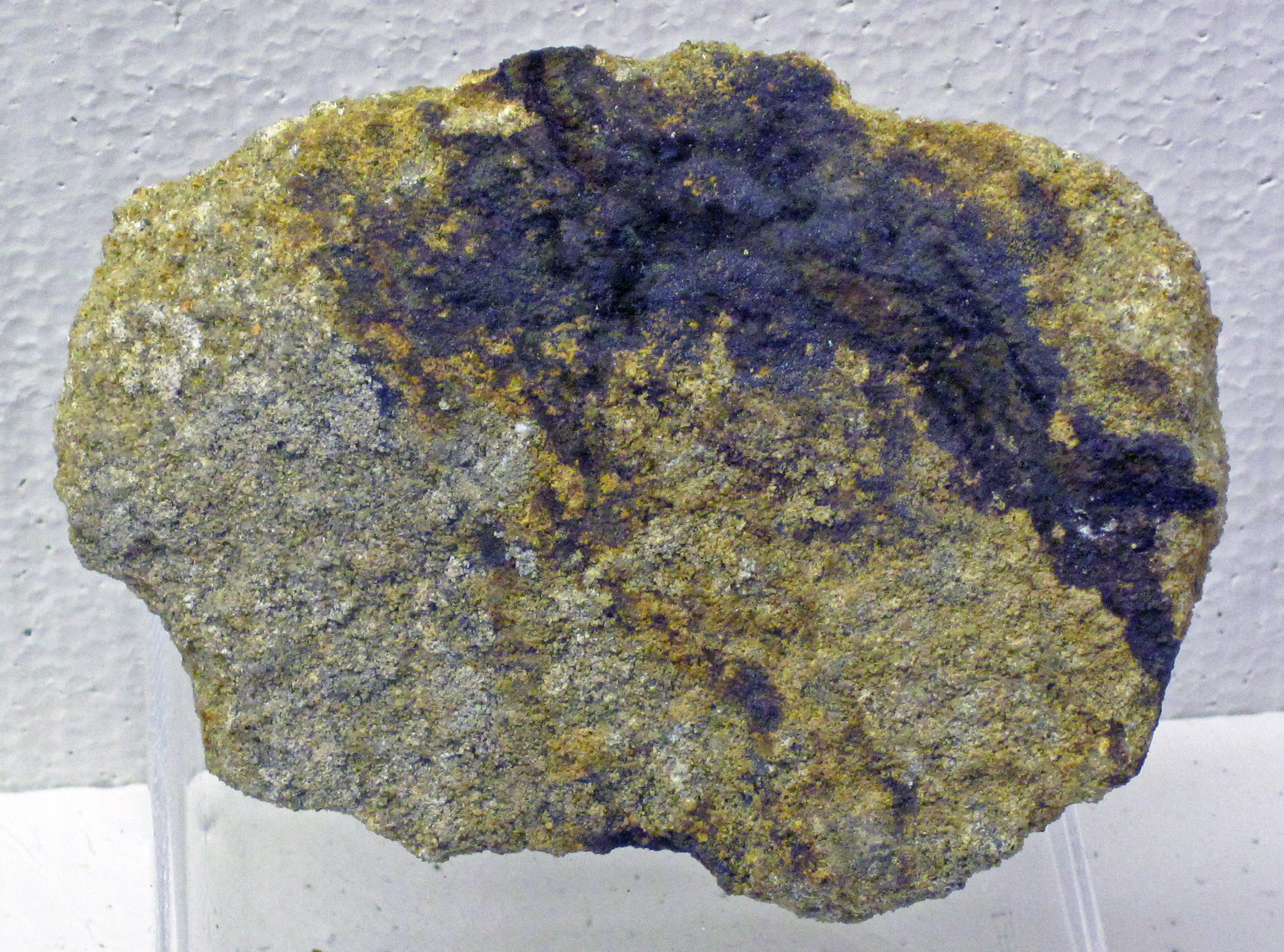
Selenio in arenaria

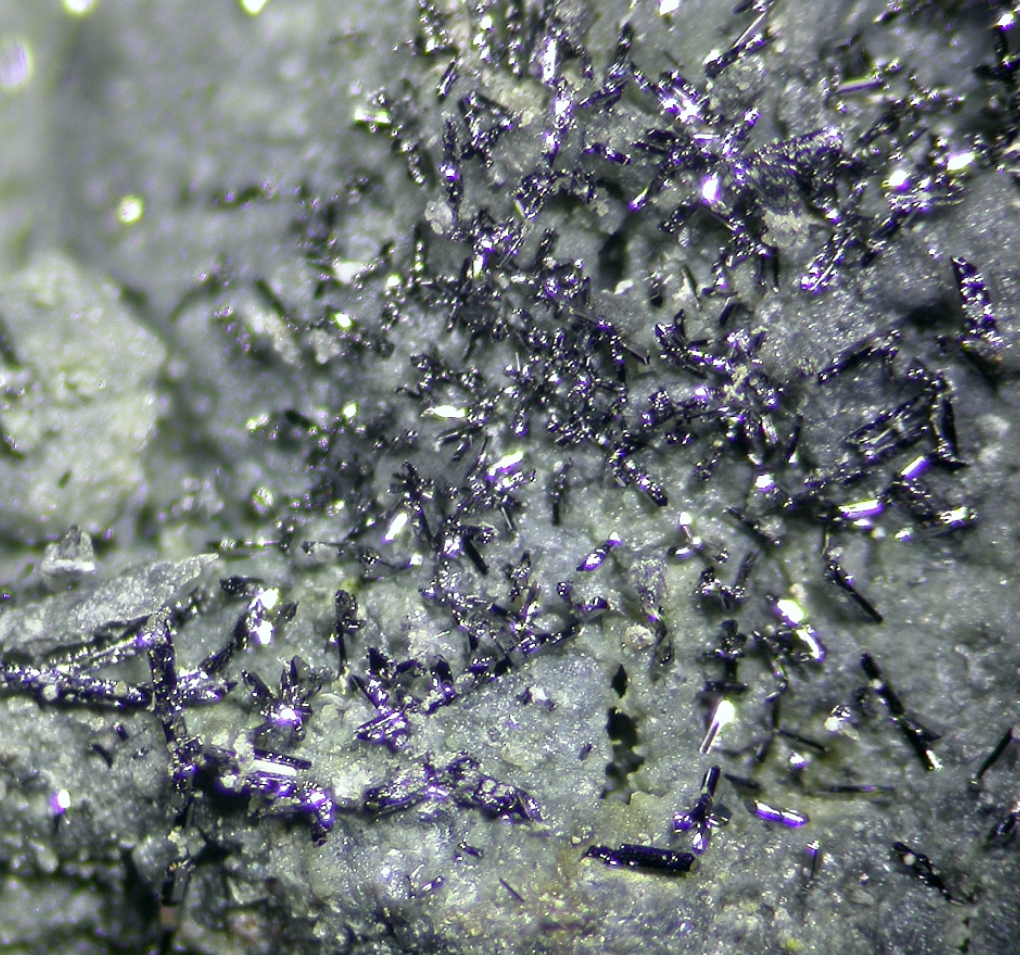
Selenio

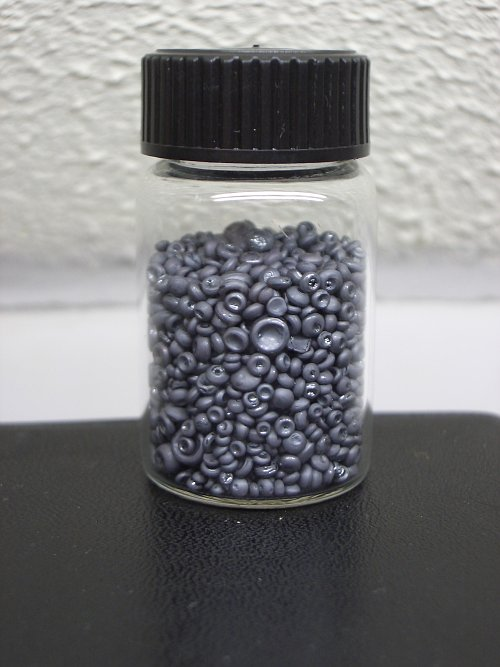
Selenio nero

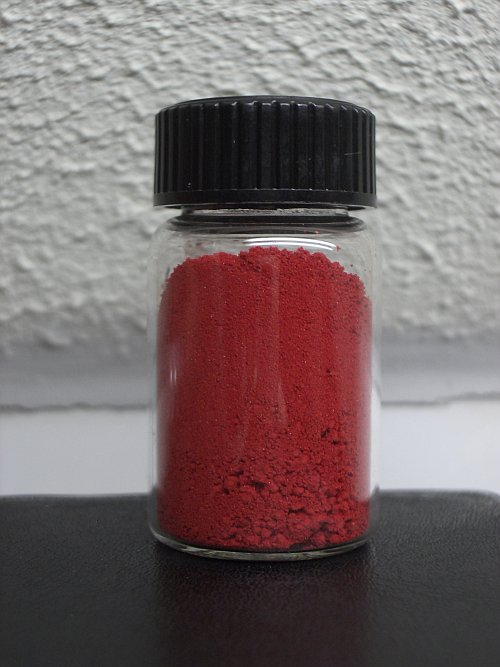
Selenio rosso

Il selenio è l'elemento chimico con suo simbolo Se.

## Storia
Il selenio (dal greco σελήνη, selène, che vuol dire "Luna") è denominato così perché, quando da fuso lo si raffredda rapidamente, forma una massa che ha uno splendore metallico simile a quello dell'argento, cui gli alchimisti davano il simbolo e il nome di luna.
Fu scoperto nel 1817 dal chimico svedese Jöns Jacob Berzelius, che possedeva quote in una fabbrica chimica che produceva acido solforico ossidando il biossido di zolfo in camere di piombo. Egli notò che il processo lasciava un deposito rossastro che, riscaldandosi, emanava un odore simile a quello del rafano, e inizialmente pensò che somigliasse al tellurio.
Dopo aver analizzato la sostanza, Berzelius si rese conto che si trattava effettivamente di un nuovo elemento. Poiché mostrava proprietà intermedie tra quelle dello zolfo e del tellurio, chiamò il nuovo elemento selenio.
La scoperta delle proprietà fotosensibili del selenio di Willoughby Smith nel 1873, fu all'origine della prima ricerca in televisione.

## Chimica nucleare
| Caratteristica         |        |
| ---------------------- | ------ |
| Numero atomico         | 34     |
| Massa atomica relativa | 78,971 |

### Isotopi
Del selenio (34Se) si conoscono almeno 30 isotopi, con numeri di massa che vanno da A = 65, ad A = 94. Tra questi, quelli presenti in natura, e che sono stabili o osservativamente stabili, sono i sei isotopi che seguono, con le loro abbondanze relative in parentesi: 74Se (0,89%), 76Se (9,3%), 77Se (7,63%), 78Se (23,77%), 80Se (49,61%, il più abbondante), 82Se (8,73%). Sono inoltre presenti tracce dell'isotopo radioattivo 79Se, che è uno dei prodotti della fissione dell'uranio.
| Nuclide | Decadimento | a    | Spin | Emivita         |
| ------- | ----------- | ---- | ---- | --------------- |
| 74Se    | 2ε, ε+β+    | 74Ge | 0    | > 1,5×1019 anni |
| 80Se    | 2β−         | 80Kr | 0    |                 |
| 82Se    | 2β−         | 82Kr | 0    | 8,76×1019 anni  |

| Nuclide | Decadimento    | a    | Q valore    | Spin | Emivita       |
| ------- | -------------- | ---- | ----------- | ---- | ------------- |
| 72Se    | ε              | 72As | 335,4 keV   | 0    | 8,45 giorni   |
| 73Se    | ε/β+ (35%/65%) | 73As | 335,4 keV   | 9/2  | 7,139 ore     |
| 75Se    | ε              | 75As | 863,4 keV   | 5/2  | 119,79 giorni |
| 79Se    | β−             | 79Br | 863,4 keV   | 5/2  | 327.000 anni  |
| 81Se    | β−             | 81Br | 1.585 keV   | 1/2- | 18,45 minuti  |
| 81mSe   | γ (99,95%), β− | 81Br | 1.688 keV   |      |               |
| 83Se    | β−             | 83Br | 3.668 keV   | 9/2  | 22,33 minuti  |
| 84Se    | β−             | 84Br | 1.847,5 keV | 0    | 3,1 minuti    |

## Abbondanza e disponibilità

### Abbondanza
Il selenio è presente:
- nel sistema solare (6,3 x 10-5)
- nella crosta terrestre (5 x 10-8 kg/kg)
- nell'acqua di mare (2 x 10-10 kg/l)

La distribuzione del selenio sulla superficie terrestre è irregolare. Possono formarsi geo-ecosistemi seleniferi e deficienti in selenio in zone geografiche limitate. Diverse aree, come la provincia di Enshi (Cina), le grandi pianure degli Stati Uniti e del Canada e alcune regioni dell'Irlanda, della Colombia e del Venezuela, sono note come zone selenifere e presentano alte concentrazioni di selenio nel suolo (>5 ppm).
Tuttavia, le aree a basso contenuto di selenio (<0.05 ppm) o con suoli carenti di selenio sono più comuni rispetto alle zone ricche di selenio e, secondo l'Organizzazione Mondiale della Sanità, comprendono oltre 40 paesi, come la Cina (area di Keshan), la Danimarca, la Finlandia, la Nuova Zelanda e la Russia (Siberia orientale e centrale).
| Associazione        | Minerale |
| Rame                | Allochalcoselite, Arsenoústalečite, Athabascaite, Bambollaite, Bellidoite, Berzelianite, Brodtkorbite, Bukovite, Burnsite, Bytízite, Cerromojonite, Calcomenite, Chaméanite, Chloromenite, Chromviskontite, Crookesite, Demesmaekerite, Derriksite, Eldragónite, Eskebornite, Eucairite, Favreauite, Francisite, Franksousaite, Geffroyite, Georgbokiite, Giraudite-(Zn), Grundmannite, Hakite-(Cd), Hakite-(Fe), Hakite-(Hg), Hakite-(Zn), Hansblockite, Ilinskite, Jagüéite, Junoite, Klockmannite, Kruťaite, Llantenesite, Luxembourgite, Marthozite, Masaitisite, Mgriite, Munakataite, Nickeltyrrellite, Nicksobolevite, Nordströmite, Okruginite, Oosterboschite, Parageorgbokiite, Pauladamsite, Penroseite, Penzhinite, Permingeatite, Petříčekite, Petrovicite, Pošepnýite, Prewittite, Příbramite, Proudite, Quijarroite, Ramaccioniite, Roterbärite, Sabatierite, Sarrabusite, Schlemaite, Schmiederite, Selenojalpaite, Selenojunoite, Selenopolybasite, Součekite, Stibioústalečite, Tombstoneite, Tyrrellite, Umangite, Viskontite e Watkinsonite |
| Ossigeno e idrogeno | Ahlfeldite, Alfredopetrovite, Amurselite, Bernardevansite, Borzęckiite, Carlosruizite, Cobaltomenite, Downeyite, Guangyuanite, Guilleminite, Haynesite, Larisaite, Mandarinoite, Molybdomenite, Nestolaite, Olsacherite, Orlandiite, Paramolybdomenite, Petermegawite, Piretite, Plumboselite, Sofiite, Szilagyiite, Wangkuirenite, Yellowcatite e Zincomenite |
| Piombo              | Babkinite, Clausthalite, Crerarite, Hansblockite, Litochlebite, Plumboselite, Poubaite, Weibullite e Wittite |
| Bismuto             | Bohdanowiczite, Guanajuatite, Kawazulite, Laitakarite, Nevskite, Paraguanajuatite, Selenodantopaite, Skippenite, Telluronevskite e Vihorlatite |
| Zolfo               | Aguilarite, Babkinite, Chaméanite, Crerarite, Geffroyite, Junoite, Laitakarite, Munakataite, Nevskite, Nordströmite, Olsacherite, Pauladamsite, Penzhinite, Poubaite, Proudite, Selenopolybasite, Součekite, Tombstoneite, Viskontite, Watkinsonite, Weibullite e Wittite |
| Cloro               | Allochalcoselite, Burnsite, Chloromenite, Francisite, Georgbokiite, Guangyuanite, Ilinskite, Llantenesite, Masaitisite, Nicksobolevite, Orlandiite, Parageorgbokiite, Prewittite, Sarrabusite, Sofiite e Wangkuirenite |
| Argento             | Aguilarite, Bohdanowiczite, Chrisstanleyite, Crookesite, Eucairite, Fischesserite, Geffroyite, Kurilite, Litochlebite, Luxembourgite, Naumannite, Penzhinite, Selenodantopaite, Selenojalpaite, Selenopolybasite e Selenostephanite |
| Tellurio            | Arsenoústalečite, Bambollaite, Gachingite, Kawazulite, Kitkaite, Kurilite, Maletoyvayamite, Miessiite, Poubaite, Skippenite, Stibioústalečite, Telluronevskite, Tombstoneite, Vihorlatite e Watkinsonite |
| Antimonio           | Antimonselite, Bytízite, Hakite-(Cd), Hakite-(Fe), Hakite-(Hg), Hakite-(Zn), Kvačekite, Milotaite, Permingeatite, Pošepnýite, Příbramite, Selenopolybasite, Selenostephanite e Stibioústalečite |
| Nichel              | Ahlfeldite, Jolliffeite, Kitkaite, Kullerudite, Kvačekite, Mäkinenite, Nickeltyrrellite, Penroseite, Sederholmite, Trüstedtite, Tyrrellite e Wilkmanite |
| Palladio            | Chrisstanleyite, Jagüéite, Kalungaite, Miessiite, Milotaite, Oosterboschite, Padmaite, Palladseite, Roterbärite, Tilkerodeite, Tischendorfite e Verbeekite |
| Ferro               | Achávalite, Bukovite, Chaméanite, Dzharkenite, Eskebornite, Ferroselite, Geffroyite, Hakite-(Fe), Mandarinoite e Yellowcatite |
| Mercurio            | Brodtkorbite, Hakite-(Hg), Hansblockite, Jacutingaite, Petrovicite, Pošepnýite, Quijarroite, Tiemannite, Tilkerodeite e Tischendorfite |
| Uranio              | Amurselite, Borzęckiite, Demesmaekerite, Derriksite, Guilleminite, Haynesite, Larisaite, Marthozite, Piretite e Szilagyiite |
| Arsenico            | Arsenoústalečite, Chaméanite, Giraudite-(Zn), Jolliffeite, Kalungaite, Laphamite, Mgriite e Selenopolybasite |
| Zinco               | Giraudite-(Zn), Hakite-(Zn), Prewittite, Sofiite, Stilleite e Zincomenite |
| Potassio            | Burnsite, Carlosruizite, Ilinskite, Masaitisite, Prewittite e Yellowcatite |
| Cobalto             | Bornhardtite, Cobaltomenite, Freboldite, Penroseite, Trogtalite e Tyrrellite |
| Sodio               | Carlosruizite, Ilinskite, Larisaite, Szilagyiite e Yellowcatite |
| Oro                 | Auroselenide, Fischesserite, Gachingite, Maletoyvayamite e Penzhinite |
| Alluminio           | Alfredopetrovite, Bernardevansite, Llantenesite e Petermegawite |
| Calcio              | Nestolaite, Piretite, Szilagyiite e Tombstoneite |
| Platino             | Crerarite, Jacutingaite, Luberoite e Sudovikovite |
| Cadmio              | Burnsite, Cadmoselite e Hakite-(Cd) |
| Tallio              | Bukovite, Crookesite e Sabatierite |
| Stagno              | Okruginite e Svetlanaite |
| Silicio             | Petermegawite |
| Vanadio             | Yellowcatite |
| Carbonio e fluoro   | Szilagyiite |
| Azoto               | Amurselite |
| Magnesio            | Carlosruizite |
| Cromo               | Chromviskontite |
| Molibdeno           | Drysdallite |
| Rutenio             | Selenolaurite |
| Rodio               | Zaykovite |
| Iodio               | Carlosruizite |
| Bario               | Guilleminite |

### Disponibilità
Il contenuto di selenio negli alimenti varia a seconda dell'origine geografica, sia all'interno che tra i diversi paesi. I livelli di selenio nelle piante sono direttamente influenzati dal contenuto di selenio nel suolo. Nei prodotti di origine animale, questi livelli sono direttamente correlati alla loro dieta.

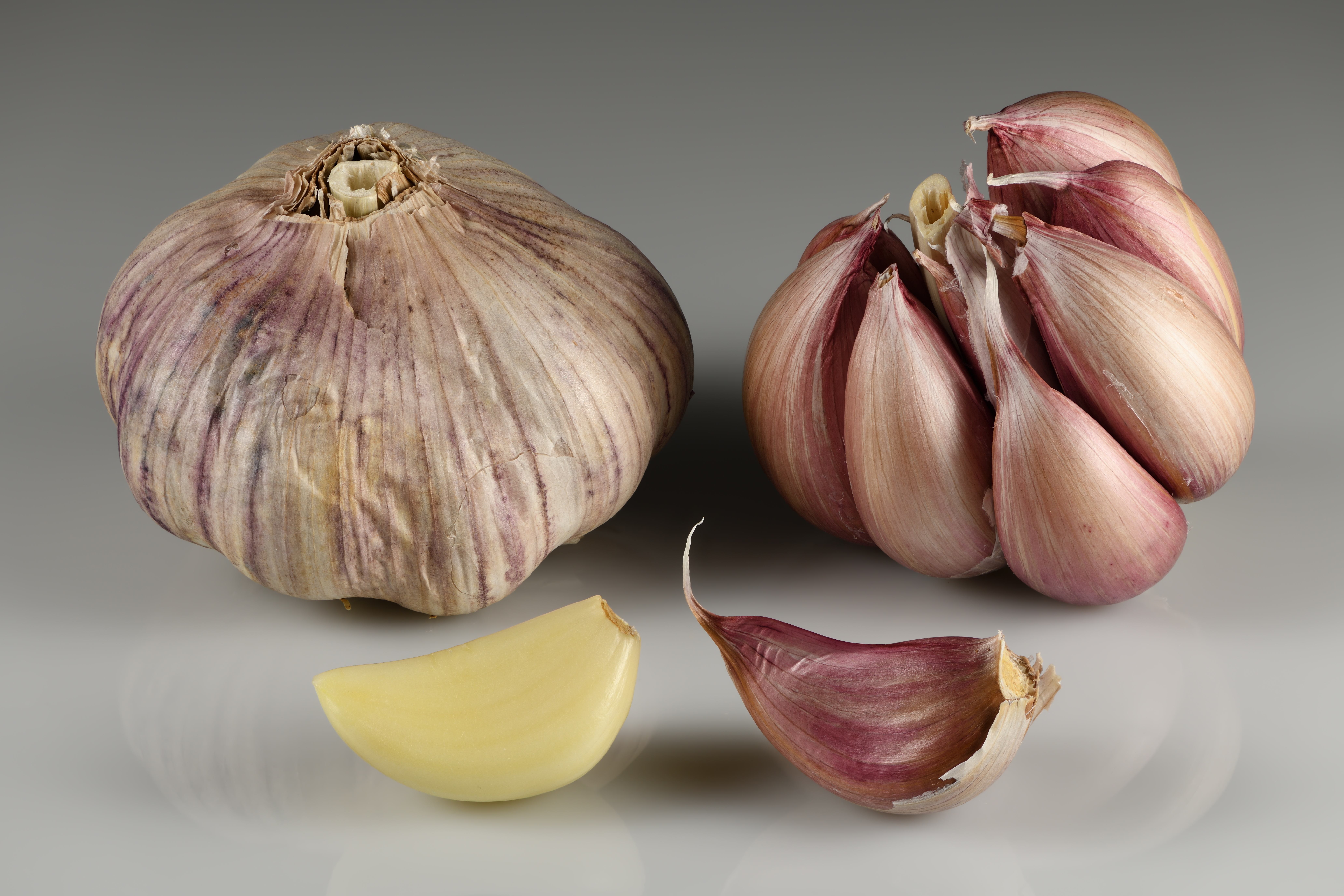
Aglio

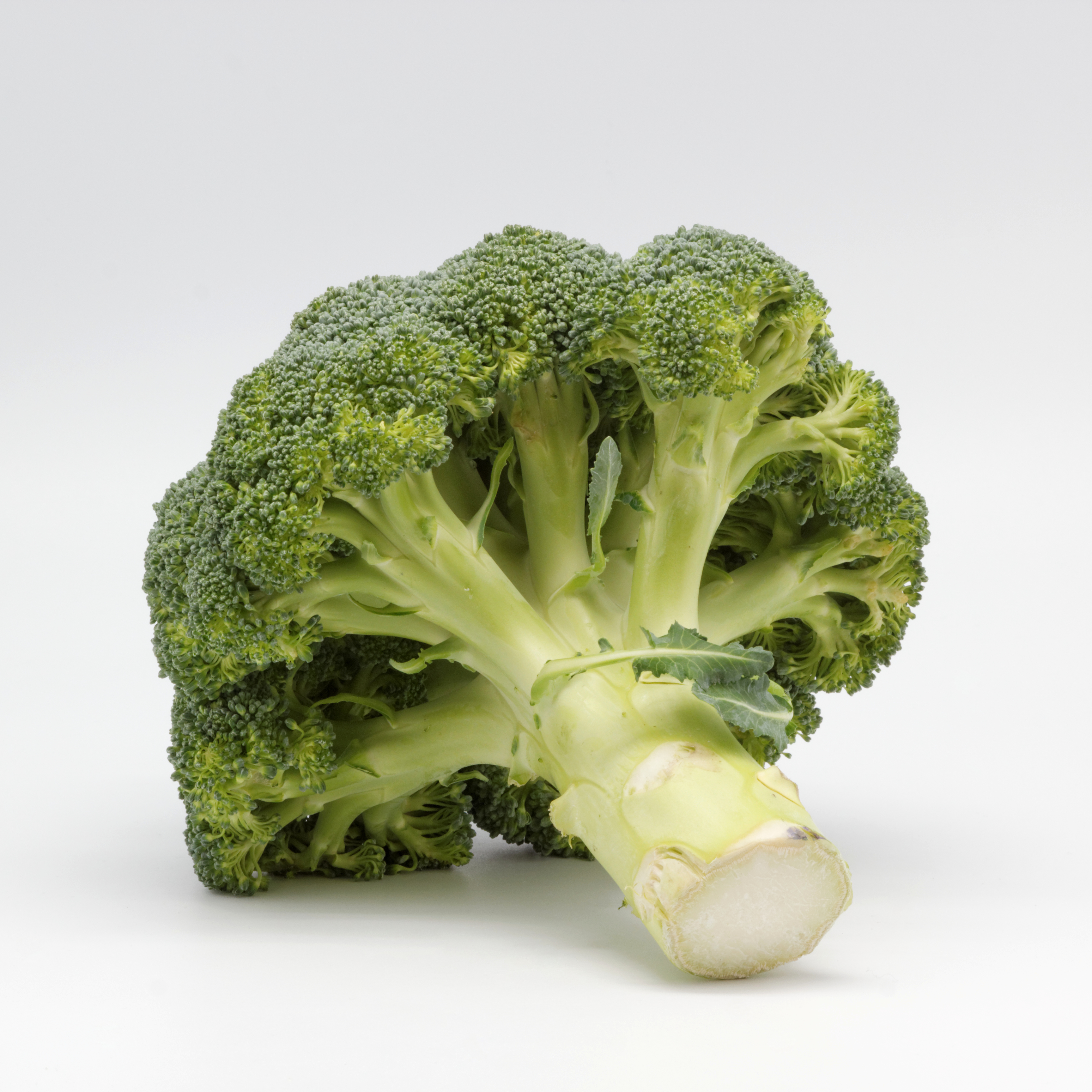
Broccolo

I livelli di selenio nel suolo non sono l'unico fattore che determina il contenuto di selenio negli alimenti. Anche diverse condizioni fisico-chimiche del suolo, come il pH e il potenziale redox, sono importanti. Le due forme principali di selenio nel suolo sono selenato e selenito. Mentre il selenito è la specie principale nei suoli ben aerati e da neutri ad alcalini, il seleniato si trova a livelli più elevati nei suoli minerali ben drenati con pH da acido a neutro. Queste caratteristiche sono importanti perché il trasporto del selenito è sia più basso che più lento rispetto a quello del seleniato.
Nei suoli, il selenito è meno biodisponibile del seleniato perché viene fortemente assorbito da ossidi e/o idrossidi di ferro. Nei suoli acidi, il selenio è solitamente legato come un selenito ferrico basico di bassa solubilità, essendo quindi praticamente indisponibile per le piante. Nei suoli alcalini, il selenio può essere ossidato a ioni seleniato, diventando solubile in acqua e facilmente disponibile per le piante. Tuttavia, poiché non è facile aumentare il pH dei suoli sabbiosi in modo esteso, i fertilizzanti arricchiti con selenio potrebbero essere un'opzione per aumentare le concentrazioni di selenio nelle colture.
Un ulteriore fattore importante è che le specie vegetali differiscono nella loro capacità di assimilare e accumulare il selenio, e possono essere divise in tre gruppi: non accumulatrici, accumulatrici secondarie di selenio e accumulatrici di selenio. L'unica pianta accumulatrice di selenio che viene utilizzata come fonte alimentare è la B. excelsa, un albero che produce le noci del Brasile, considerate la fonte alimentare più ricca di selenio (800-8300 µg per 100 g). Le Brassica (senape indiana, colza, broccoli e cavoli), Allium (aglio, cipolle, porri e porri selvatici) e alcune specie di funghi di interesse commerciale possono essere descritte come accumulatrici secondarie di selenio. I cereali come grano, avena, segale e orzo sono non accumulatrici e quindi non sono fonti di selenio.
| Almento                                  | Quantità di selenio per 100g di prodotto |
| ---------------------------------------- | ---------------------------------------- |
| Frattaglie, carne, uova e frutti di mare | 12,5 - 311,5 µg                          |
| Prodotti lattiero-caseari                | <0,1 - 30 µg                             |
| Cereali                                  | 1,0 - 55,0 µg                            |
| Pane                                     | 6,0 - 16,0 µg                            |
| Frutta e verdura                         | 0,1 - 2,2 µg                             |

Le principali forme di selenio nelle piante e negli alimenti animali sono selenometionina, selenocisteina, metilselenocisteina e selenato. La selenometionina è predominante nei cereali, la metilselenocisteina nelle noci del Brasile e nelle specie di Brassica e Allium, e la selenometionina e il seleniato negli alimenti animali.
La lavorazione degli alimenti, come la cottura, riduce il contenuto di selenio nella maggior parte degli alimenti. Ad esempio, verdure come asparagi e funghi possono perdere il 40% durante la bollitura per alcuni minuti e altri studi hanno stimato che il 50% del contenuto di selenio viene perso da verdure e prodotti lattiero-caseari durante la cottura, specialmente in condizioni di pH basso. Tuttavia, altri ricercatori hanno riferito che processi come la cottura, l'aerazione o la liofilizzazione aumentano significativamente il contenuto di selenio in tutti gli alimenti.
Sebbene molti studi abbiano utilizzato il ripristino del selenio nei tessuti o dell'attività della glutatione perossidasi come criteri per determinare la biodisponibilità, la maggior parte degli isotopi stabili del selenio è stata impiegata per studiare il suo ruolo come nutriente essenziale. Questi isotopi possono essere prodotti come materiali altamente arricchiti a costi accessibili (Young et al., 1982) e analizzati tramite spettrometria di massa o analisi per attivazione neutronica.
Più recentemente, gli isotopi stabili 77Se e 82Se sono stati impiegati per stimare la biodisponibilità del selenio negli uomini. Questo studio si distingue per l'utilizzo di alimenti intrinsecamente etichettati con l'isotopo stabile 77Se, oltre che per il metodo del doppio marcaggio (82Se come selenato), che ha permesso a ciascun individuo di fungere da proprio controllo.

## Caratteristiche atomiche
Il selenio appartiene al gruppo 16, quarto periodo, blocco p della tavola periodica. Si tratta di un non metallo con tre stati di ossidazione principali: Se6+ e Se4+ essenziali nell'alimentazione e Se2-  in grado di formare minerali con Cu+ e Ag+. Gli ioni principali del selenio sono: Se2- (seleniuro), [Se2]2- (diseleniuro), [SeO3]2- (selenito) e [SeO4]2- (selenato).
| Caratteristica                       |                  |                  |
| ------------------------------------ | ---------------- | ---------------- |
| Configurazione elettronica           | [Ar] 3d104s24p4  | [Ar] 3d104s24p4  |
| Stati di ossidazione                 | 6, 4, -2         | 6, 4, -2         |
| Energia di ionizzazione              | 9,75238 eV       | 9,75238 eV       |
| Energia di 1ª ionizzazione           | 940,963 kJ/mol   | 940,963 kJ/mol   |
| Energia di 2ª ionizzazione           | 2.044,52 kJ/mol  | 2.044,52 kJ/mol  |
| Energia di 3ª ionizzazione           | 2.973,717 kJ/mol | 2.973,717 kJ/mol |
| Energia di 4ª ionizzazione           | 4.143,563 kJ/mol | 4.143,563 kJ/mol |
| Energia di 5ª ionizzazione           | 6.589,9 kJ/mol   | 6.589,9 kJ/mol   |
| Energia di 6ª ionizzazione           | 7.882,9 kJ/mol   | 7.882,9 kJ/mol   |
| Energia di 7ª ionizzazione           | 14.993,8 kJ/mol  | 14.993,8 kJ/mol  |
| Affinità elettronica                 | 2,0206 eV        | 2,0206 eV        |
| Elettronegatività (scala di Pauling) | 2,55             | 2,55             |
| Polarizzabilità                      | 29(1)            | 29(1)            |
| Raggio atomico non legato            | 1,90Å            | 1,90Å            |
| Raggio ionico                        | Se-2             | 184 pm           |
| Raggio ionico                        | Se+4             | 64 pm            |
| Raggio ionico                        | Se+6             | 56 pm            |
| Raggio covalente                     | 1,18Å            | 1,18Å            |
| Raggio di Van der Walls              | 0,4 nm           | 0,4 nm           |

| Seq. Isoel. | Guscio fondamentale | Stato fondamentale | Energia di ionizzazione (eV) |
| ----------- | ------------------- | ------------------ | ---------------------------- |
| Se          | [Ar]3d104s24p4      | 3P2                | 9.752368                     |
| As          | [Ar]3d104s24p3      | 4S°3/2             | 21.196                       |
| Ge          | [Ar]3d104s24p2      | 3P0                | 31.697                       |
| Ga          | [Ar]3d104s24p       | 2P°1/2             | 42.947                       |
| Zn          | [Ar]3d104s2         | 1S0                | [68.30]                      |
| Cu          | [Ar]3d104s          | 2S1/2              | 81.83                        |
| Ni          | [Ar]3d10            | 1S0                | 155.327                      |
| Co          | [Ar]3d9             | 2D5/2              | (184.0)                      |
| Fe          | [Ar]3d8             | 3F4                | (219.0)                      |
| Mn          | [Ar]3d7             | 4F9/2              | (255.0)                      |
| Cr          | [Ar]3d6             | 5D4                | (291.0)                      |
| V           | [Ar]3d5             | 6S5/2              | (342.9)                      |
| Ti          | [Ar]3d4             | 5D0                | (383)                        |
| Sc          | [Ar]3d3             | 4F3/2              | (426)                        |
| Ca          | [Ar]3d2             | 3F2                | (473)                        |
| K           | [Ar]3d              | 2D3/2              | (517)                        |
| Ar          | [Ne]3s23p6          | 1S0                | [650.5]                      |
| Cl          | [Ne]3s23p5          | 2P°3/2             | [693.4]                      |
| S           | [Ne]3s23p4          | 3P2                | [739.8]                      |
| P           | [Ne]3s23p3          | 4S°3/2             | [798]                        |
| Si          | [Ne]3s23p2          | 3P0                | [845.8]                      |
| Al          | [Ne]3s23p           | 2P°1/2             | [887]                        |
| Mg          | [Ne]3s2             | 1S0                | [989.6]                      |
| Na          | [Ne]3s              | 2S1/2              | [1 036.36]                   |
| Ne          | 1s2s2p6             | 1S0                | [2 540.7]                    |
| F           | 1s2s2p5             | 2P°3/2             | [2 674]                      |
| O           | 1s2s2p4             | 3P2                | [2 820]                      |
| N           | 1s2s2p3             | 4S°3/2             | [2 964]                      |
| C           | 1s2s2p2             | 3P0                | [3 146]                      |
| B           | 1s2s2p              | 2P°1/2             | [3 301.8]                    |
| Be          | 1s2s2               | 1S0                | [3 507]                      |
| Li          | 1s2s                | 2S1/2              | (3 636.526)                  |
| He          | 1s2                 | 1S0                | (15 367.493)                 |
| H           | 1s                  | 2S1/2              | (15 968.1075)                |

## Allotropi
Allo stato solido, il selenio è noto per esistere in quattro principali allotropi: l'amorfo vetroso, il trigonale e due allotropi monoclini (α e β). Allo stato solido e in quello liquido, il selenio si presenta in due strutture chimiche: anelli e catene.

## Metodi di preparazione
Commercialmente, il selenio viene prodotto come sottoprodotto della raffinazione di minerali di solfuro metallico, dove il selenio ha parzialmente sostituito il zolfo. Nell'industria metallurgica dei metalli non ferrosi, la principale materia prima per l'estrazione del selenio è il fango anodico prodotto durante l'elettrolisi di altri metalli, come il rame. Il fango anodico dell'elettrolisi del rame rappresenta circa il 90% della fonte di materia prima, seguito dal fango anodico dell'elettrolisi di nichel e piombo.

## Caratteristiche chimico-fisiche
La configurazione elettronica di valenza del selenio è equivalente a quella dello zolfo ([Ne] 3s2 3p4), il che spiega le loro simili proprietà atomiche e fisico-chimiche, come dimensioni atomiche (sia in stati covalenti che ionici), energie di legame, potenziali di ionizzazione ed elettronegatività.

### Informazioni strutturali
Gli allotropi monoclini sono composti da anelli di otto membri che mostrano differenti schemi di impilamento nelle forme α e β, mentre la forma trigonale, che è la più stabile, consiste interamente in catene elicoidali (1 *3/1 elica). Il selenio fuso e vetroso è costituito da una miscela di anelli a otto membri e catene.
Sia il selenio monoclino α sia quello β sono composti esclusivamente da anelli a 8 atomi di selenio con schemi di impilamento leggermente differenti. Il selenio amorfo può essere composto da anelli puri a otto atomi di selenio o da una miscela di anelli e catene. La risonanza paramagnetica elettronica è stata utilizzata per verificare l'esistenza di radicali liberi alle estremità delle catene di selenio.
Il selenio fuso è composto da una miscela in equilibrio di anelli e macromolecole lineari. Con l'aumento della temperatura, questo equilibrio si sposta verso la macromolecola lineare attraverso una reazione di polimerizzazione con apertura degli anelli, mentre abbassando la temperatura si arriva a un punto in cui le concentrazioni di catene polimeriche diventano trascurabili (temperatura limite).
| Caratteristica                                                        |                             |                             |
| --------------------------------------------------------------------- | --------------------------- | --------------------------- |
| Densità selenio trigonale                                             | 4,819 mg/m3 a 298 K         | 4,819 mg/m3 a 298 K         |
| Densità d'impacchettamento slenio trigonale                           | 0,85                        | 0,85                        |
| Densità del selenio α-monoclino                                       | 4,389 ± 0,015 mg/m3 a 298 K | 4,389 ± 0,015 mg/m3 a 298 K |
| Densità d'impacchettamento selenio α-monoclino                        | 0,77                        | 0,77                        |
| Densità del selenio β-monoclino                                       | 4,42 mg/m3 a 298 K          | 4,42 mg/m3 a 298 K          |
| Densità d'impacchettamento selenio β-monoclino                        | 0,78                        | 0,78                        |
| Parametri cella unitaria selenio trigonale                            | a                           | 0,43662 nm                  |
| Parametri cella unitaria selenio trigonale                            | c                           | 0,49536 nm                  |
| Parametri cella unitaria selenio trigonale                            | β                           | 120°                        |
| Lunghezza di legame tra due atomi di selenio consecutivi nella catena | 0,2373 ± 5,5 x 10-4 nm      | 0,2373 ± 5,5 x 10-4 nm      |
| Distanza minima tra due atomi di selenio su due catene separate       | 0.346 nrn                   | 0.346 nrn                   |
| Angolo di legame tra due atomi di selenio consecutivi nella catena    | 101°                        | 101°                        |
| Lunghezza di legame negli anelli a 8 atomi di selenio                 | 0,234 ± 2x10-3 nm           | 0,234 ± 2x10-3 nm           |
| Angolo di legame tra atomi di selenio nell'anello                     | 105,8°                      | 105,8°                      |
| Lunghezza del legame C-Se                                             | 198 pm                      | 198 pm                      |

### Caratteristiche termodinamiche
Il selenio amorfo subisce la transizione vetrosa a 303,.4 K. Dalle funzioni termodinamiche, si può concludere che il selenio monoclino è metastabile a tutte le temperature. La metastabilità del selenio monoclino è stata attribuita al calore esotermico di reazione per la reazione anello-catena nello stato cristallino, che è in contrasto con il calore endotermico di reazione per la reazione anello-catena nello stato amorfo.
| Caratteristica                              |               |               |
| ------------------------------------------- | ------------- | ------------- |
| Punto di fusione                            | 220,8°C       | 220,8°C       |
| Punto di fusione selenio trigonale          | 494,2 ± 0.1 K | 494,2 ± 0.1 K |
| Punto di fusione selenio monoclino puro(95) | 413 K         | 413 K         |
| Punto di ebollizione                        | 685°C         | 685°C         |
| Temperatura critica (Tc)                    | 1.766 K       | 1.766 K       |
| Pressione critica (Pc)                      | 271,551 bar   | 271,551 bar   |
| Densità critica (ρc)                        | 15,64 mol/l   | 15,64 mol/l   |
| Equazione di Antoine (T = 629-953K)         | A             | 6,33714       |
| Equazione di Antoine (T = 629-953K)         | B             | 6.588,125     |
| Equazione di Antoine (T = 629-953K)         | C             | 86,633        |
| Entalpia di fusione del selenio monoclino   | 2,8 kJ/mol    | 2,8 kJ/mol    |
| Entalpia di legame (Se-Se)                  | 44 kcal/mol   | 44 kcal/mol   |
| Entalpia di legame (H-Se)                   | 67 kcal/mol   | 67 kcal/mol   |
| Entalpia di legame (C-Se)                   | 234 kJ/mol    | 234 kJ/mol    |
| Entalpia di fusione selenio trigonale       | 6,2 kJ/mol    | 6,2 kJ/mol    |

### Proprietà di trasporto
La capacità termica del selenio cristallino è una funzione continua della temperatura da 0 a 490 K. La capacità termica del selenio amorfo è anch'essa una funzione continua della temperatura da 0 a 270 K. La pendenza positiva sopra i 270 K può essere associata alla transizione vetrosa. La capacità termica del selenio monoclino può essere rappresentata come una media delle capacità termiche del selenio trigonale e amorfo al di sotto dei 100 K.
Sopra i 100 K, le capacità termiche del selenio monoclino e trigonale sono identiche. La capacità termica del selenio fuso mostra una dipendenza quadratica dalla temperatura da 300 a 1000 K. La capacità termica diminuisce da 300 a 700 K e intorno a 800 K si osserva un graduale aumento. La diminuzione della capacità termica è principalmente associata agli effetti del volume libero e in misura minore al calore di reazione derivante dai cambiamenti nell'equilibrio anello-catena. L'aumento sopra gli 800 K è dovuto alla depolimerizzazione.
Sotto i 100 K, l'ordine della capacità termica è:
Amorfo > Monoclino > Selenio trigonale
Tra i 100 K e i 200 K, le differenze nelle capacità termiche sono minime. Sopra i 200 K, la capacità termica del selenio amorfo è più alta di quella del selenio cristallino. A 0 K, l'entropia residua del selenio amorfo vetroso e del selenio monoclino sono rispettivamente 3,63 e 1,71 J/mol K.

## Caratteristiche chimiche
Comunemente, può essere ridotto allo stato di ossidazione −2 (selenuro, Se−2) o ossidato agli stati di ossidazione +4 (selenito, SeO₃²−) o +6 (selenato, SeO₄²−). Il selenio nello stato di ossidazione −2 è la forma dominante nella chimica dell'organoselenio. Il seleniuro è un importante metabolita negli animali e in alcuni microrganismi, poiché è il precursore della selenocisteina nei centri attivi di molti selenoenzimi. I composti del selenio sono più nucleofili e acidi rispetto ai corrispondenti composti dello zolfo.
Le principali classi di composti organoselenici includono selenoli, diseleniuri, selenossidi, selenoni, acidi di selenio, seleniuri, alogenuri di selenio e composti selenoeterociclici. Nonostante le somiglianze tra selenio e zolfo, i composti del selenio differiscono da quelli dello zolfo in due caratteristiche chimiche fondamentali, essenziali per differenziare il loro ruolo nei sistemi biologici: il comportamento redox e l'acidità.
I composti del selenio tendono a essere metabolizzati verso stati più ridotti, mentre i composti dello zolfo mostrano un comportamento opposto, tendendo a essere metabolizzati verso stati più ossidati. Inoltre, sebbene i loro ossiacidi abbiano forze acide simili (pKa 2,6 e pKa 1,9 per specie con Se+4 e S+4; pKa 3,0 per entrambe le specie con Se+6 e S+6), l'H2Se è molto più acido (pKa 3,8) rispetto all'H2S (pKa 7,0).
Questa differenza nell'acidità degli idruri si riflette nei comportamenti di dissociazione del gruppo selenoidrile (–SeH) della seleniocisteina (pKa 5,24) e del gruppo solfidrile (–SH) della cisteina (pKa 8,25). Di conseguenza, la seleniocisteina e altri selenoli sono principalmente dissociati a pH fisiologico, mentre la cisteina e altri tioli sono principalmente non dissociati o protonati nelle stesse condizioni.

### Reazioni

#### Ossidoriduzione
I potenziali standard di riduzione degli elettrodi a 298 K tra specie stabili di selenio con diversi stati di valenza possono essere espressi come:
- in soluzioni acide:

{\displaystyle {\ce {H2Se A ->[-0,40V] Se ->[+0,74V] H2SeO3 ->[+1,15V] SeO4^2-}}}
- In soluzioni alcaline:

{\displaystyle {\ce {Se^2- ->[-0,92V] Se ->[-0,36V] SeO3^2- ->[+0,05V] SeO4^2-}}}

#### Altre reazioni
- Se4+ + 4e- → Se
- Se + 2e- → Se2-
- 2Se2- + Se4+ → 3Se
- Se4+ + 2Cu(Hg) + 4e- →Cu2Se(Hg)2
- Se(IV) + PDA ⇔Se(IV)PDA
- Se2 + 4e- + 2AlCl4- ⇔ 2AlSeCl2- + 4Cl-

### Composti
- Acido selenico
- Acido selenioso
- Bromuro di selenio
- Cloruro di selenio (I)
- Cloruro di selenoile
- Diossido di selenio
- Disolfuro di selenio
- Esafluoruro di selenio
- Fluoruro di selenoile
- Potassio selenocianato
- Selenato di sodio
- Selenito di sodio
- Seleniuro (minerale)
- Seleniuro di alluminio
- Seleniuro di argento
- Seleniuro di gallio (II)
- Seleniuro di idrogeno
- Seleniuro di indio (III)
- Seleniuro di litio
- Seleniuro di mercurio
- Seleniuro di piombo
- Seleniuro di rame, indio e gallio
- Seleniuro di sodio
- Seleniuro di zinco
- Selenocisteina
- Selenoli
- Tetracloruro di selenio
- Tetranitruro di tetraselenio
- Triossido di selenio

### Precauzioni
Il selenio elementare è relativamente non tossico ed è considerato un oligoelemento essenziale. L'elemento è tossico ad alte dosi ma nel 1957 Schwarz e Foltz stabilirono che esso è un elemento essenziale nella dieta, utile nella prevenzione di alcune malattie. Il seleniuro di idrogeno (H₂Se) e altri composti del selenio sono estremamente tossici e somigliano all'arsenico nelle loro reazioni fisiologiche.
Un'assunzione eccessiva di selenio può provocare fatica, vomito, irritazioni cutanee, distacco delle unghie e perdita dei capelli. Piante cresciute in suoli ricchi di selenio possono causare gravi intossicazioni agli animali che dovessero cibarsene.

## Applicazioni

### Celle fotovoltaiche
È risaputo che il selenio può migliorare l'efficienza di conversione fotoelettrica delle celle solari. È di significativa importanza che l'alta reattività del selenio ai metalli permetta la sintesi di semiconduttori calcogenuri come i film di Cu(In,Ga)Se2 (CIGS), ampiamente utilizzati nelle applicazioni fotovoltaiche.
Le celle solari a film sottile di CuSe, in cui il film sottile è stato depositato su un substrato con uno spessore di solo pochi millimetri, presentano i vantaggi di buona stabilità, alta efficienza e il basso costo di produzione. A parità di condizioni, l'efficienza delle celle a film sottile di CuSe era del 5-10% superiore rispetto alle celle solari commerciali in silicio. Quando il substrato di vetro è stato sostituito con fogli di alluminio o film polimerici, le celle solari leggere e flessibili potevano essere arrotolate durante la produzione, facilitando la produzione continua e riducendo ulteriormente i costi di produzione.Tuttavia, l'effetto di conversione fotoelettrica di tali celle a film sottile variava notevolmente per piccole variazioni nei rapporti tra elementi e per la sua complessa struttura multistrato.

### Batterie
Nelle batterie ricaricabili Li-Se, il selenio viene ridotto a Li2Se durante la scarica. La conversione tra gli allotropi di selenio è irreversibile, ma la riduzione del selenio a poliseleniuro (Li2Sen) è reversibile.
Negli ultimi anni, sono stati compiuti significativi progressi anche nelle batterie Na-Se. I comportamenti elettrochimici del selenio nelle batterie Na-Se sono simili a quelli delle batterie Li-Se, e il prodotto finale della riduzione all'elettrodo positivo durante la scarica è Na2Se. La differenza è che il seleniuro a bassa valenza, come NaSe2, può apparire durante il processo di riduzione. Questi seleniuri non a catena sono insolubili nell'elettrolita e non causano l'effetto navetta.
L'utilizzo del selenio nelle batterie al potassio è particolarmente rilevante perché presenta una tensione teorica di scarica più elevata rispetto alle batterie al sodio-selenio e costi inferiori. Durante le reazioni elettrochimiche del selenio in una batteria K-Se, la combinazione degli ioni K con il Se è più lenta a causa del grande raggio ionico di K+. Inoltre, ciò potrebbe portare a una riduzione incompleta del selenio a Se2−, lasciando una parte di K2Se2 non ridotto durante il processo di scarica.
Nelle batterie Mg-Se, il processo di scarica del selenio consiste nella riduzione del selenio elementare a poliseleni e successivamente a Mg-Se, un comportamento simile a quello dello zolfo.

### Altri settori
Il selenio è anche utilizzato:
- in agricoltura[90]
- in medicina (es. antiossidante)[91]
- nei semiconduttori[92]
- in leghe metalliche[93]
- nella produzione del vetro[94]
- nella produzione di pigmenti[95]
- come catalizzatore nell'industria chimica[96]

### Isotopi
Gli isotopi 76Se e 77Se sono usati in studi di tracciamento isotopico del selenio in processi metabolici e, insieme a 78Se, sono implicati in studi sulle reazioni di cattura di neutroni lenti. Il 77Se (spin ) è l'unico isotopo stabile del selenio dotato di spin nucleare e questo permette l'uso della tecnica della risonanza magnetica nucleare (77Se-RMN) per il selenio e i suoi composti, sia in soluzione che allo stato solido; il valore di 1/2 dello spin, in particolare, comporta assenza di momento di quadrupolo nucleare e consente quindi di ottenere spettri ad alta risoluzione.
I radioisotopi radioattivi di selenio sono principalmente utilizzati per la produzione di radioisotopi di bromo a scopi medici e industriali. Poiché alcuni radioisotopi di selenio mostrano un tempo di dimezzamento molto lungo, il loro studio è di grande rilevanza per i calcoli delle dosi effettuati nel contesto dello smaltimento geologico dei rifiuti radioattivi a lunga durata.

## Curiosità
Il selenio è la soluzione del film Evolution: in una situazione nella quale la Terra subisce l'invasione di una forma di vita aliena basata sull'azoto, a partire dalla tavola periodica i protagonisti intuiscono che l'arsenico sta al carbonio come il selenio sta all'azoto. Dunque poiché l'arsenico è mortale per le forme di vita basate sul carbonio, allora il selenio servirà da arma di distruzione per le forme di vita aliene basate sull'azoto.

### Composti principali
- Seleniuro di idrogeno
- Diossido di selenio
- Acido selenioso
- Triossido di selenio
- Acido selenico
- Disolfuro di selenio